# Trifon Andrejewitsch Lukjanowitsch
Trifon Andrejewitsch Lukjanowitsch (russisch Трифон Андреевич Лукьянович; * 1919 im Rajon Lahojsk; † 29. April 1945 in Berlin) war ein vom sowjetischen Kriegsberichterstatter Boris Polewoi erfundener Soldat der Roten Armee, der in Belarus einen festen Platz als ein Held des Zweiten Weltkriegs hat.

## Leben nach Berichten Polewois
Lukjanowitsch arbeitete ab 1939 in der Minsker Radiofabrik. Zu Beginn des Deutsch-Sowjetischen Krieges wurde er zur Roten Armee eingezogen und kam sofort an die Front. Seine Frau und seine zwei Töchter kamen 1941 während der Bombenangriffe zu Tode. Er nahm an der Schlacht von Stalingrad teil und kämpfte während der Lwiw-Sandomierz-Operation im Sandomierz-Brückenkopf. 1944 kam er zurück nach Hause und ging dann wieder an die Front.
Während der Schlacht um Berlin verlief die Frontlinie durch die Straßen von Alt-Treptow. Als der Obersergeant Lukjanowitsch am 25. April auf der Elsenstraße in der Schusslinie eine tote Frau und daneben ein etwa dreijähriges Mädchen sah, kroch er hin und brachte sich mit dem Mädchen in Deckung. Als er dann das Mädchen an einen sicheren Ort trug, erlitt er eine Verwundung mit Läsion der Aorta, die 5 Tage später zu seinem Tod führte. Polewoi berichtete über Lukjanowitsch Rettungstat in der Prawda und bezeugte, sie mit eigenen Augen gesehen zu haben.

## Folgen
Später wurden unmittelbar Beteiligte gefunden und der Divisionskommandeur General S. Antonow und sein Stabschef M. Safonow bezeugten den Bericht. Ihre Zeugnisse und Briefe werden im Museum des Großen Vaterländischen Krieges in Minsk aufbewahrt. Das Mädchen habe überlebt und erinnere sich an den weißrussischen Soldaten, der sie aus dem Feuer geholt hatte. An dem Gebäude der damaligen Radiofabrik am Unabhängigkeitsboulevard in Minsk befindet sich eine Lukjanowitsch-Gedenktafel. Der Dichter Petrus Brovka widmete der Rettungstat Lukjanowitschs ein Gedicht.
Am 23. Februar 1976 weihte zum 50. Gründungstag der Sowjetarmee der Bezirksbürgermeister von Treptow an der Elsenbrücke in Ost-Berlin eine Gedenkmauer ein, an der eine Metalltafel an Lukjanowitschs Rettungsaktion erinnerte.
Im Jahr 1999 stellte das Deutsch-Russische Museum Berlin-Karlshorst, ausgelöst durch den Journalisten Horst Rückert, fest, dass es den Soldaten Lukjanowitsch nie gegeben hat und seine Geschichte, die bis dahin u. a. die Gedenkstätte Deutscher Widerstand verbreitete, eine Fiktion ist. Die Tafel wurde 1999 folgerichtig entfernt.
Auf eine belegte vergleichbare Rettungstat des Sergeanten Nikolai Iwanowitsch Massalow weist eine 2003 vom Leiter der Gedenkstätte Deutscher Widerstand, Peter Jahn, in Gegenwart von Vertretern der russischen Botschaft in Berlin enthüllte Gedenktafel an der Potsdamer Brücke hin. Dass eine solche Rettungstat die Grundlage für Jewgeni Wiktorowitsch Wutschetitschs Skulptur „Der Befreier“ auf dem zentralen Grabhügel des Sowjetischen Ehrenmals im Treptower Park gewesen sei, ist wiederum eine weitere Legende.